# Velika nagrada Češkoslovaške
Velika nagrada Češkoslovaške, med letoma 1930 in 1937 Velika nagrada Masaryka, je bila avtomobilistična dirka, ki je potekala na češkem dirkališču Masaryk blizu mesta Brno med letoma 1930 in 1949. 

## Zmagovalci
| Leto | Zmagovalec                                       | Moštvo        | Dirkališče      | Poročilo |
| ---- | ------------------------------------------------ | ------------- | --------------- | -------- |
| 1949 | Peter Whitehead                                  | Ferrari       | Masaryk Circuit | Poročilo |
| 1937 | Rudolf Caracciola                                | Mercedes-Benz | Masaryk Circuit | Poročilo |
| 1935 | Bernd Rosemeyer                                  | Auto Union    | Masaryk Circuit | Poročilo |
| 1934 | Hans Stuck                                       | Auto Union    | Masaryk Circuit | Poročilo |
| 1933 | Louis Chiron                                     | Alfa Romeo    | Masaryk Circuit | Poročilo |
| 1932 | Louis Chiron                                     | Bugatti       | Masaryk Circuit | Poročilo |
| 1931 | Louis Chiron                                     | Bugatti       | Masaryk Circuit | Poročilo |
| 1930 | Heinrich-Joachim von Morgen Hermann zu Leiningen | Bugatti       | Masaryk Circuit | Poročilo |